# Naval Aviation Photographic Unit

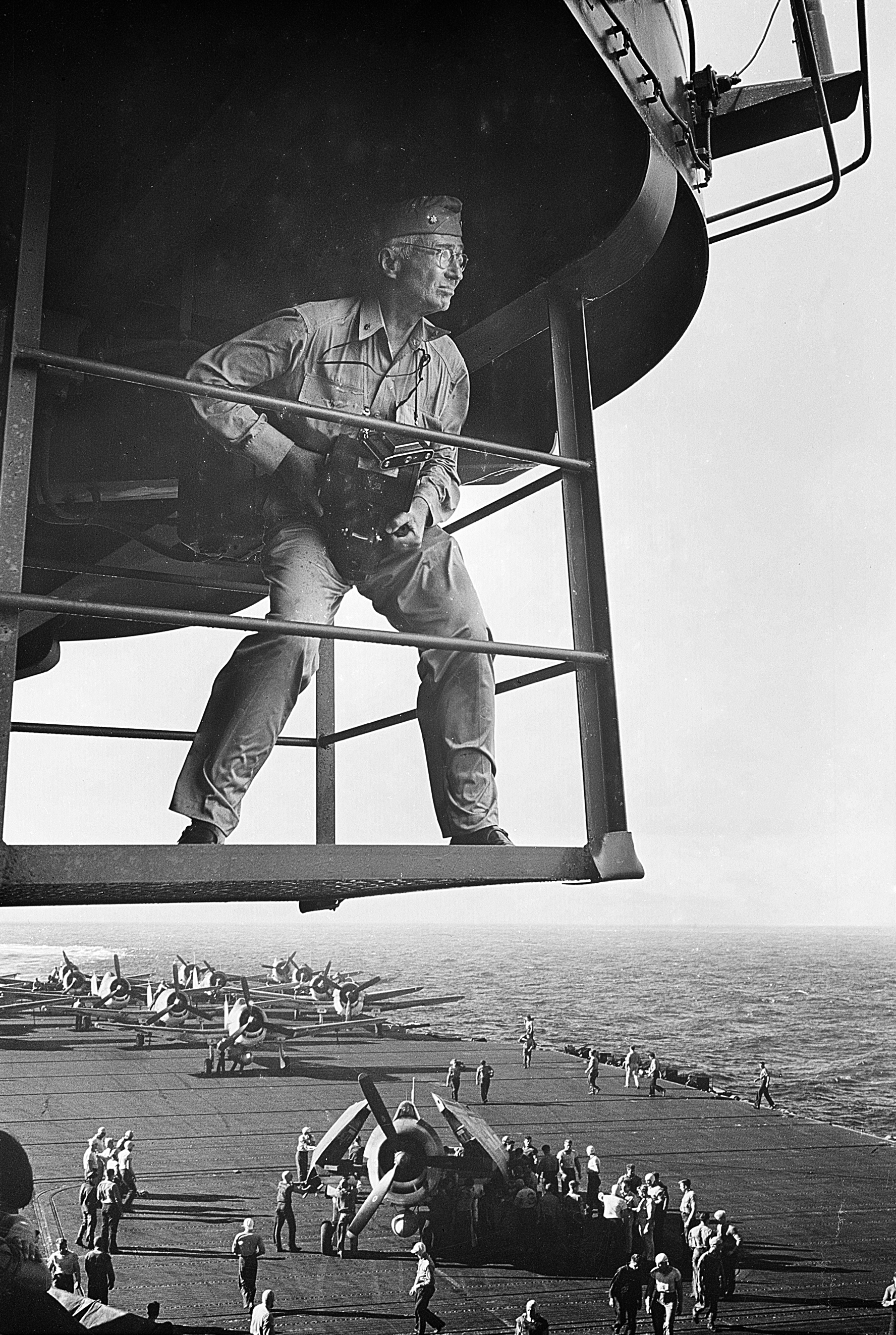
Steichen fotografuje nad lodí USS Lexington, 1943

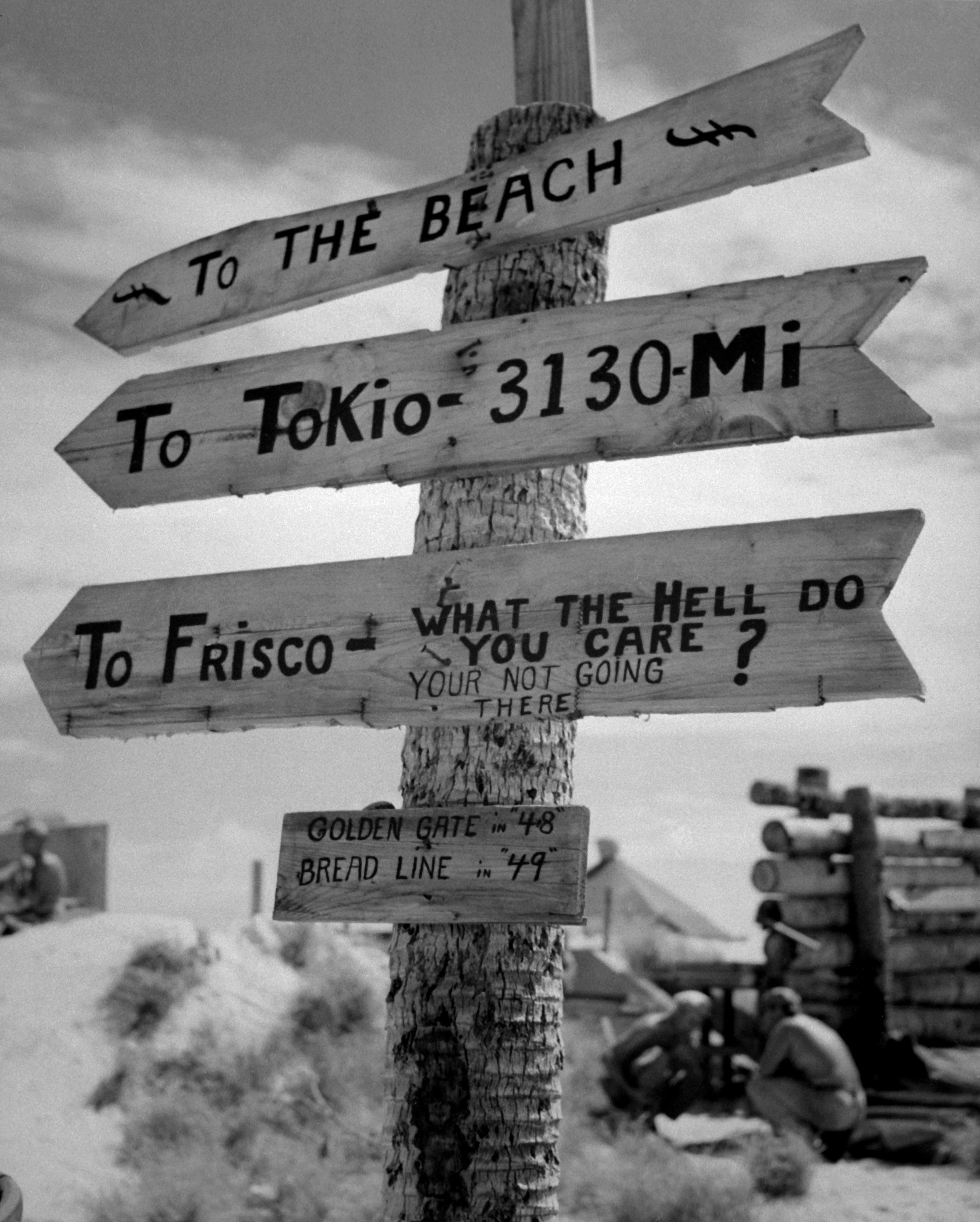
Vtipná hříčka vojáků, foto: Charles Fenno Jacobs, Tarawa

Naval Aviation Photographic Unit (česky: Fotografický útvar letectva vojenských námořních sil[zdroj⁠?!]) byla skupina válečných fotografů Námořnictva Spojených států amerických během druhé světové války, kterou vedl Edward Steichen.

## Historie
Námořnictvo založilo tuto zvláštní skupinu na počátku roku 1942, krátce po vstupu USA do války – tedy krátce poté, co Japonsko zaútočilo na Pearl Harbor -, aby dokumentovalo a propagovalo svou činnost v oblasti letectví a nařídilo Steichenovi najmout ty nejtalentovanější fotografy. Steichen a jeho útvar spadal pod velení kapitána Arthura Radforda a byl součástí námořního oddělení zduchoplavectví.
Hlavním účelem skupiny bylo podporovat nábor pilotů speciálně pro námořnictvo. Radford chtěl nalákat piloty na toto atraktivní povolání zveřejňováním fotografií v tisku, na plakátech, letácích a s pomocí NAVY dosáhnout 30.000 nových pilotů ročně.
Wayne Miller, jeden z fotografů jednotky, vzpomíná na Steichnovy pokyny takto: „Je mi jedno, jak to uděláte, Wayne, ale přineste zpátky něco, co potěší důstojníka, mateřskou letadlovou loď nebo někoho se zlatou lemovkou; zbytek svého času strávíte fotografováním muže.“ Steichenovým prvořadým zájmem nebyly fotografie války, ale fotografie muže, mladého hocha, utrápeného bojovníka a hlavně sny tohoto muže. Fotografie námořníka.

## Členové
Skupina fotografů, které Steichen vybral:
- Poručík Wayne Miller[1]
- Poručík Dwight Long[1] (specialista na film, ne fotografii jako takovou)
- Poručík Charles E. Kerlee[1]
- Poručík Charles Fenno Jacobs[1]
- Poručík Horace Bristol[1]
- Victor Jorgensen[1]
- Alfonso ("Fons") Iannelli[1]

Steichen také požádal Ansela Adamse, jestli by nechtěl vést temnou komoru a laboratoř ve Washingtonu, D.C. Přibližně v únoru 1942 se Steichen Adamse zeptal, zda by nechtěl do společnosti vstoupit. Adams souhlasil s dvěma podmínkami: Chtěl získat hodnost důstojníka a pracovat až od 1. července. Steichen však chtěl dát skupinu dohromady co možná nejrychleji, a proto místo Adamse vybral jiné fotografy, kteří byli připraveni nastoupit již od začátku dubna.

## Práce
Fotografie pořízené útvarem se staly základem nejméně dvou knih:
- Power In the Pacific — sestavil Steichen a snímky také doprovázely výstavu se stejným názvem v Muzeu moderního umění.[4]

- The Blue Ghost — záznam z pobytu Steichena na palubě lodi USS Lexington (CV-16) z podzimu 1943.[5]

## Galerie

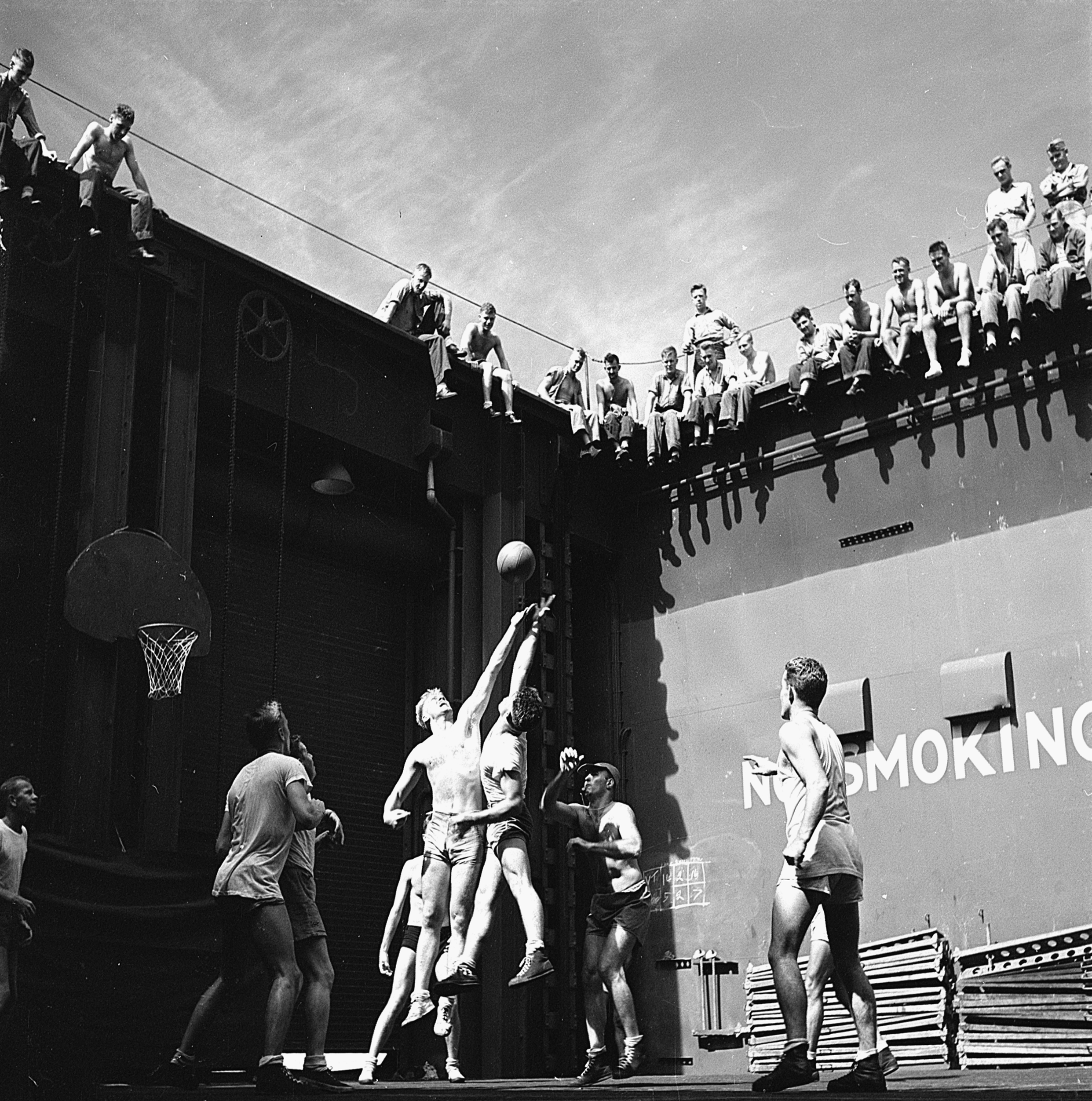
Budoucí prezident Gerald Ford při výskoku nalevo na palubě lodi USS Monterey, foto: Victor Jorgensen, 1944.
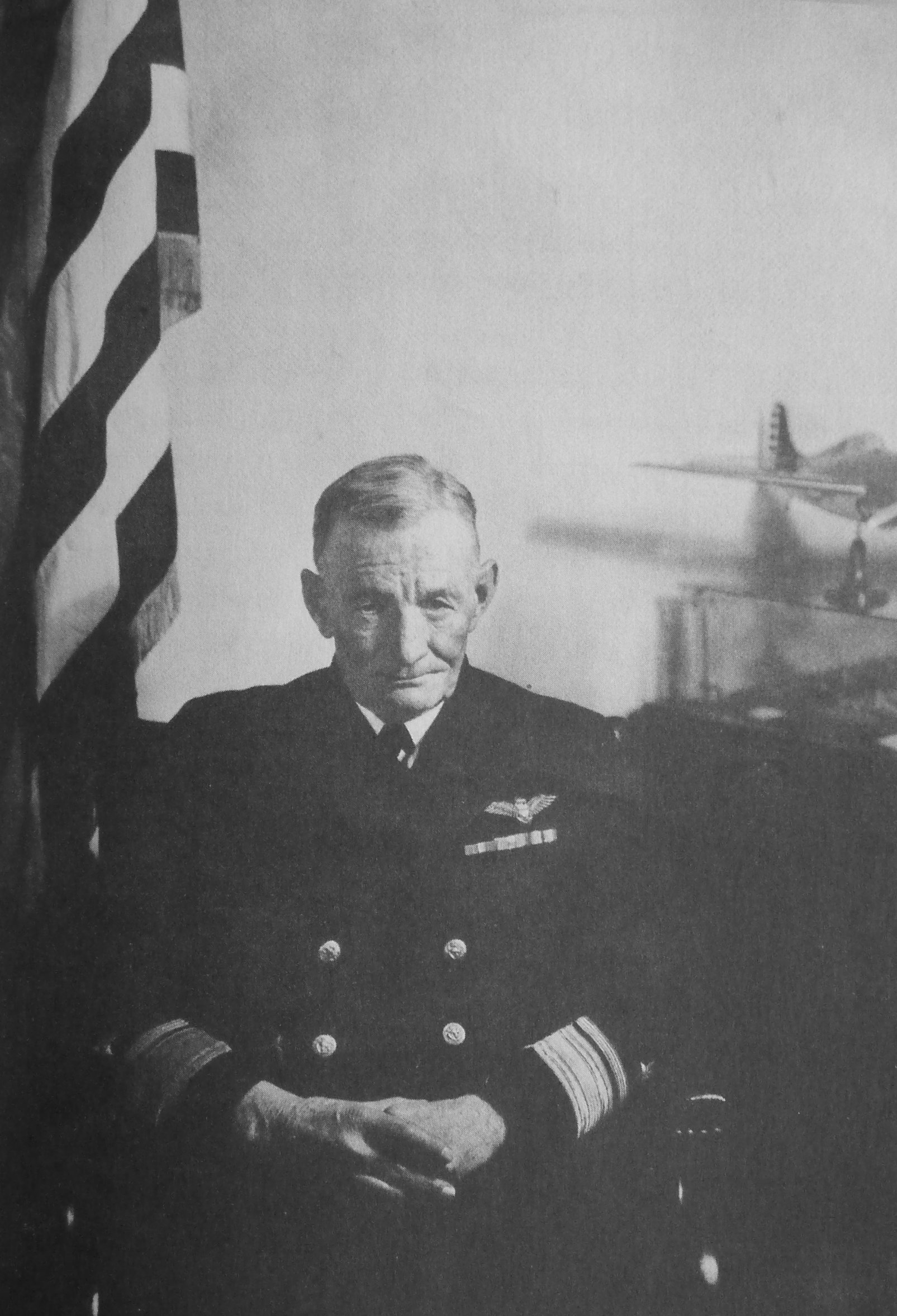
Portrét sira Johna S. McCaina st., foto: Edward Steichen, 1943.
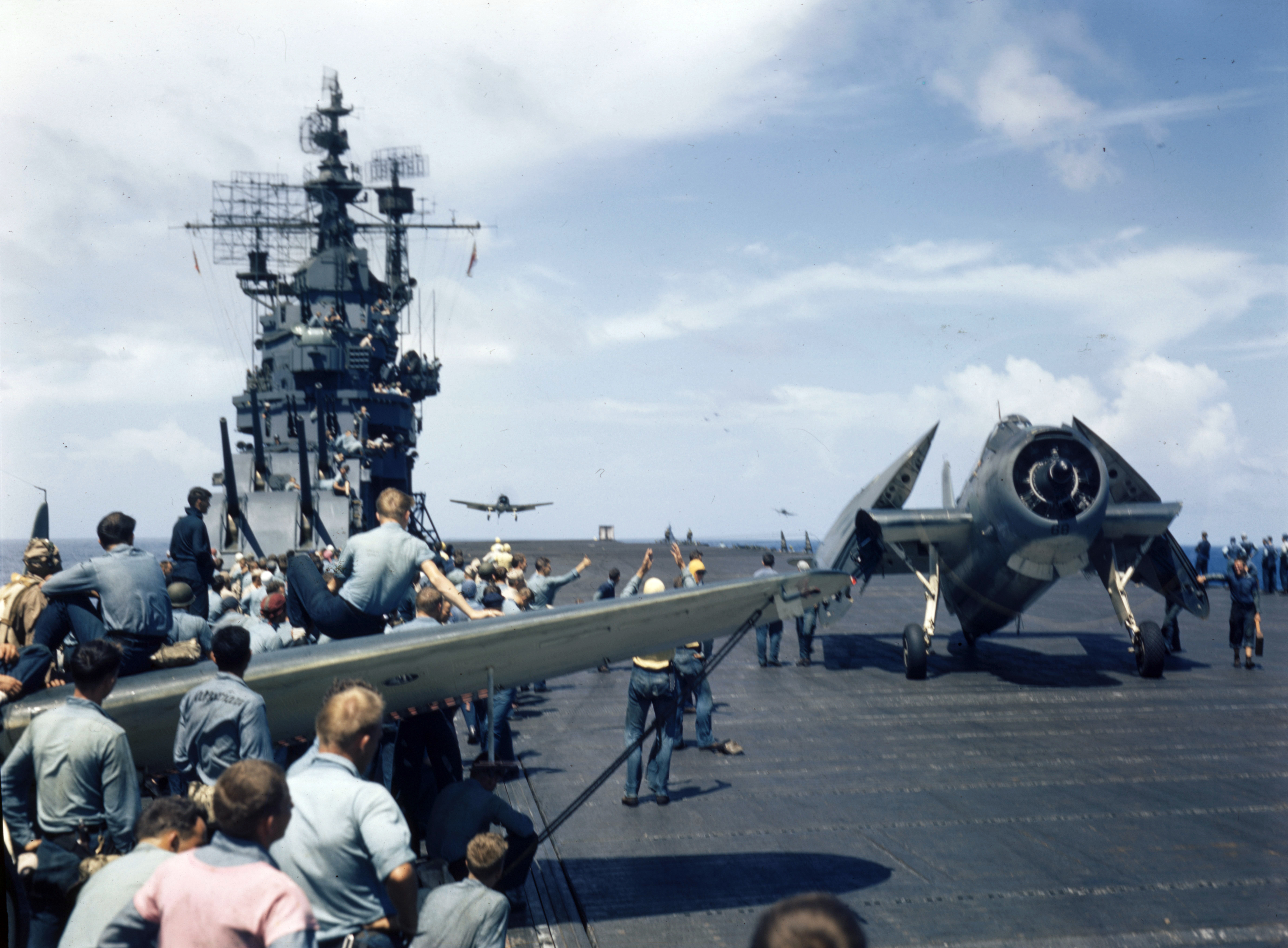
Letoun se vrací na USS Lexington (CV-16) během Gilbertovy operace, listopad 1943, foto: Edward Steichen.
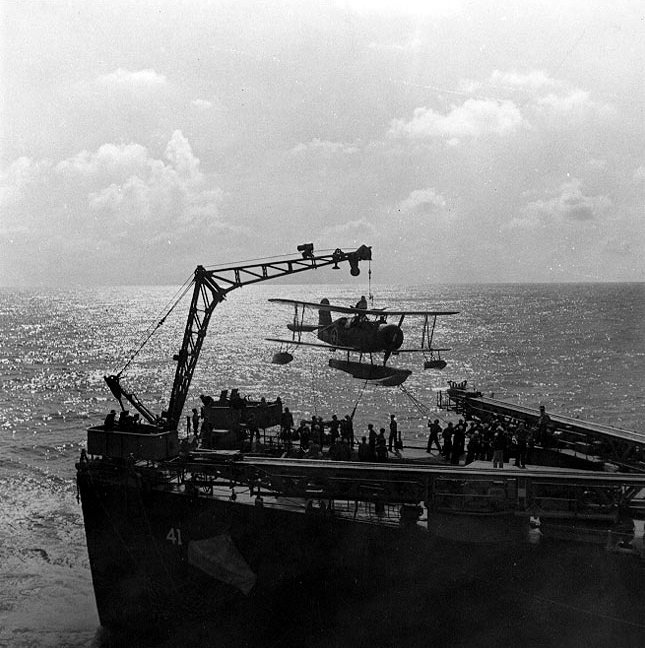
Jeřáb nakládá letoun na palubu lodi USS Philadelphia, foto: Horace Bristol.
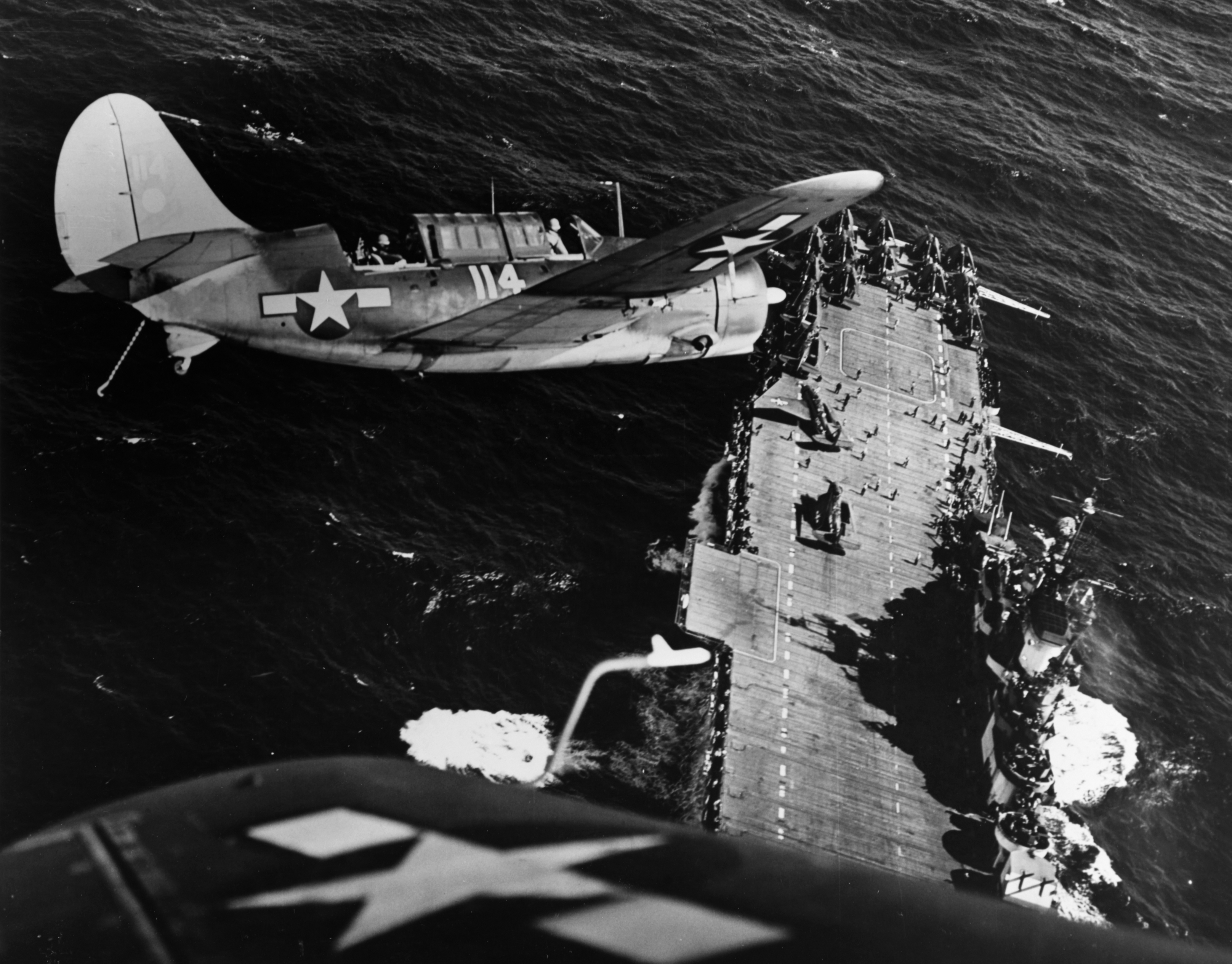
Dva letouny Curtiss SB2C-3 Helldiver nad lodí USS Hornet, 1945, foto: Charles Kerlee.
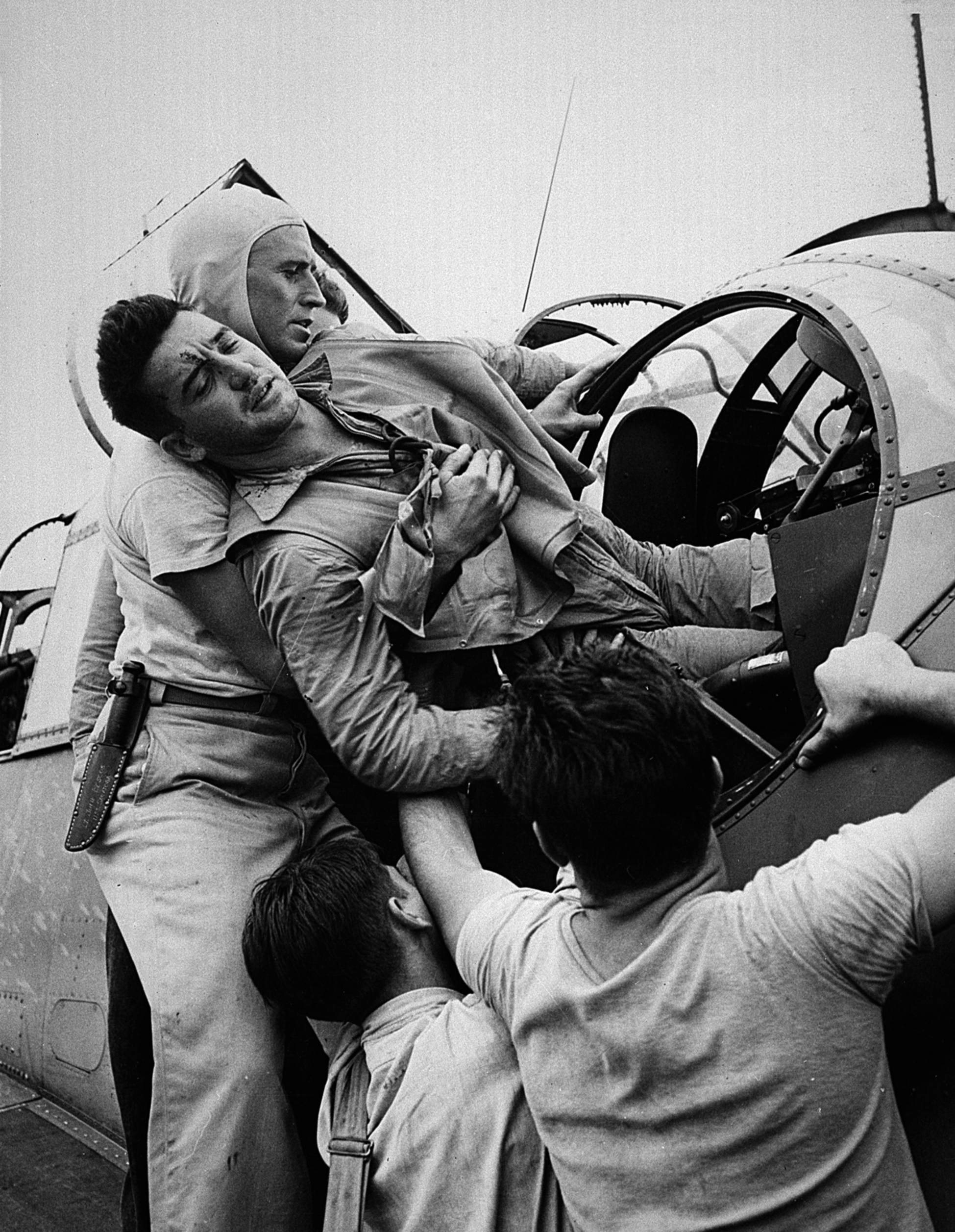
Členové posádky USS Saratoga vytahují zraněného pilota ze zadní věže letounu Grumman TBF Avenger, foto: Wayne Miller.
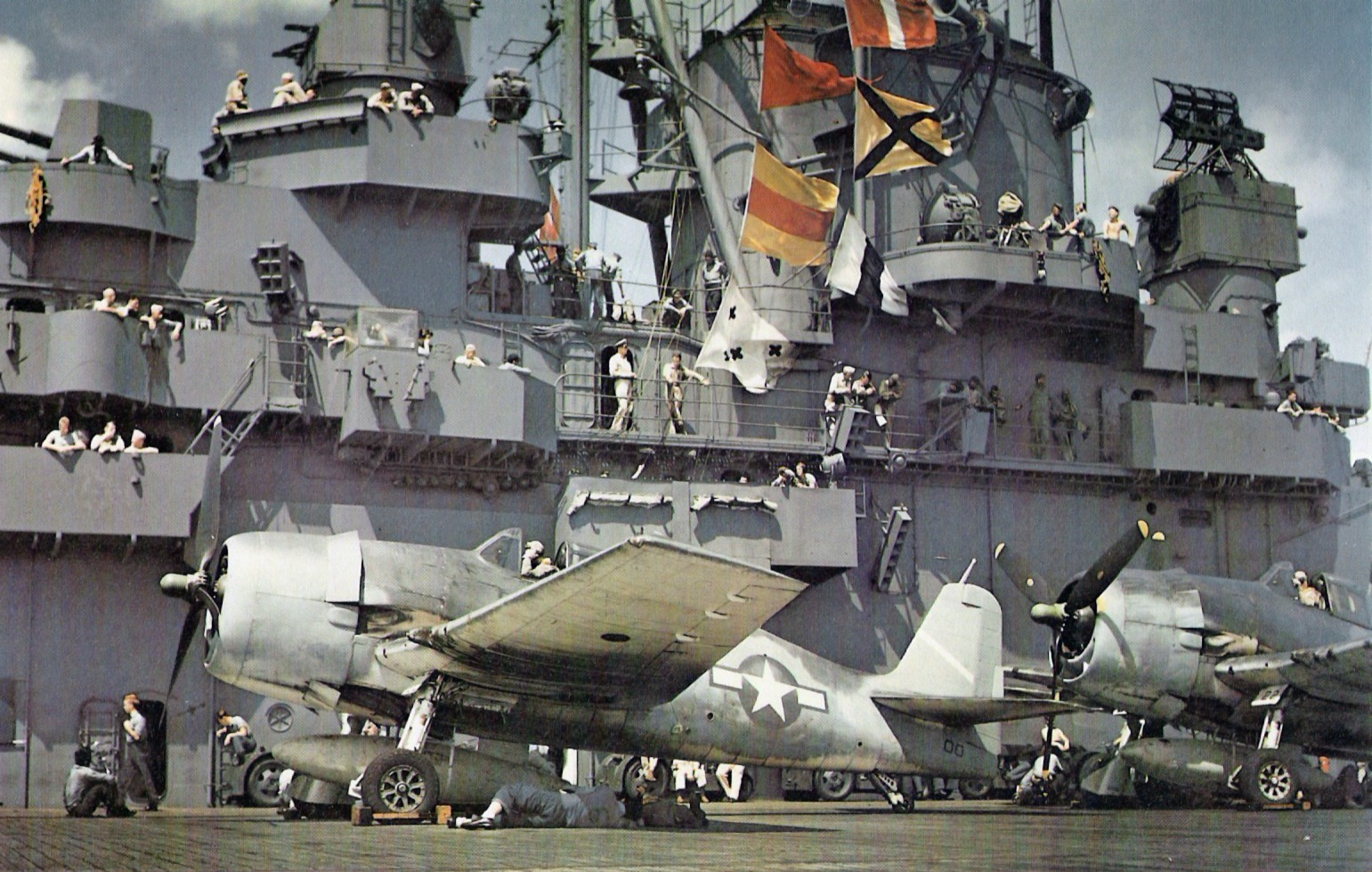
Letouny Grumman F6F Hellcat na lodi USS Yorktown (CV-10), 1943